# Constitució espanyola de 1869
La Constitució Espanyola de 1869 (oficialment: Constitució de la Nació Espanyola) fou la llei fonamental per la qual es va regir l'Estat Espanyol des de la seva promulgació el 6 de juny de 1869 fins a l'abdicació d'Amadeu I i la proclamació de la Primera República, l'any 1873. Aquesta nova constitució fou molt avançada per a la societat espanyola de l'època.

## Composició
La constitució està dividida en onze títols en aquest ordre: drets; poders públics; poder legislatiu, s'inclouen les seccions de convocatòria de corts, i les del Senat i el Congrés; rei; successió de la corona i regència; ministres; poder judicial; administracions territorials; contribucions i forces públiques; províncies d'Ultramar i, finalment, un títol referent a la reforma de la Constitució. Tanmateix, el text inclou dues disposicions transitòries: la primera referent a l'elecció d'un nou monarca, i la segona sobre certes potestats del poder executiu fins a la promulgació d'una llei orgànica de tribunals.

## Elements bàsics
La Constitució Espanyola de 1869 era de tendència liberal radical i reconeixia:
- El principi de la sobirania nacional.
- Establia una monarquia parlamentària, amb predomini de les Corts Generals sobre el rei.
- Reconeixia llibertats democràtiques plenes (entre les quals, la llibertat de culte).
- Proclamava el sufragi universal masculí.